# Cowboy Carter Tour
Cowboy Carter Tour (também intitulada Cowboy Carter and the Rodeo Chitlin’ Circuit Tour) foi a décima turnê da cantora estadunidense Beyoncé, em suporte ao seu oitavo álbum de estúdio Cowboy Carter (2024). Percorrendo estádios nos Estados Unidos, Inglaterra e França, teve início em 28 de abril de 2025 no SoFi Stadium em Inglewood, Califórnia, nos Estados Unidos, e foi concluída em 26 de julho do mesmo ano no Allegiant Stadium em Paradise, Nevada, nos EUA, totalizando 32 apresentações.

## Antecendentes
Beyoncé embarcou na Renaissance World Tour, em 2023, em apoio ao seu sétimo álbum de estúdio, Renaissance (álbum) (2022), quebrando o recorde de turnê de maior bilheteria de um artista negro na história. Em 2024, ela lançou seu oitavo álbum de estúdio, Cowboy Carter, que liderou o Grammy Awards de 2025 com onze indicações e três categorias vencedoras, incluindo Álbum do Ano e Melhor Álbum Country. Para divulgar ainda mais seu disco, Beyoncé foi a atração principal de um especial da Netflix apelidado de “Beyoncé Bowl”, apresentando-se no intervalo do jogo Especial de Natal da NFL de 2024 no NRG Stadium, em Houston, Texas.
Um breve videoclipe foi adicionado ao final da transmissão com uma data declarada para 14 de janeiro de 2025, sem confirmações do que a artista estava prestes a anunciar. O anúncio, no entanto, foi adiado para uma data posterior indeterminada devido à devastação causada pelos incêndios florestais na Califórnia em janeiro de 2025, a qual afetou drasticamente o Condado de Los Angeles. Em 2º de fevereiro de 2025, as duas horas da manhã, no horário de Brasília, a Netflix publicou a letra de “SWEET ★ HONEY ★ BUCKIIN'”, no X (Twitter), “Look at that horse.”, com um link para a apresentação “Beyoncé Bowl”. Os fãs logo notaram que ao final do especial, um pequeno trailer anunciando “Cowboy Carter Tour” fora adicionado.
No dia 2 de fevereiro de 2025, uma hora após o anúncio da Netflix, Beyoncé publicou vídeos promocionais e atualizou suas redes sociais e o seu site com a legenda “Cowboy Carter Tour 2025”, inicialmente sem datas confirmadas. O adicional Chitlin' Circuit no nome da turnê refere-se a uma rede de locais nos Estados Unidos onde músicos afro-americanos se apresentavam devido à segregação imposta pelas leis Jim Crow. De acordo com a historiadora americana, as casas de shows foram “um dos negócios mais bem-sucedidos da era da segregação”, sendo fundamentais para as carreiras de artistas negros e atraindo comunidades negras. Algumas cidades que faziam parte do Chiltin' Circuit também serviam como paradas para a turnê.
As quatro da manhã do 3 de fevereiro de 2025, no horário de Brasília, Beyoncé publicou em suas redes sociais as cidades onde a Cowboy Carter Tour aconteceria, seis horas após este anúncio, ela divulgou as primeiras datas de sua turnê, junto a sua pré-venda. De início – sem a confirmação das datas em Las Vegas – fora confirmadas 22 datas da turnê. Posteriormente, duas datas em Las Vegas foram confirmadas e, devido à alta demanda, 8 datas adicionais foram adicionadas, totalizando 32 apresentações.

## Produção

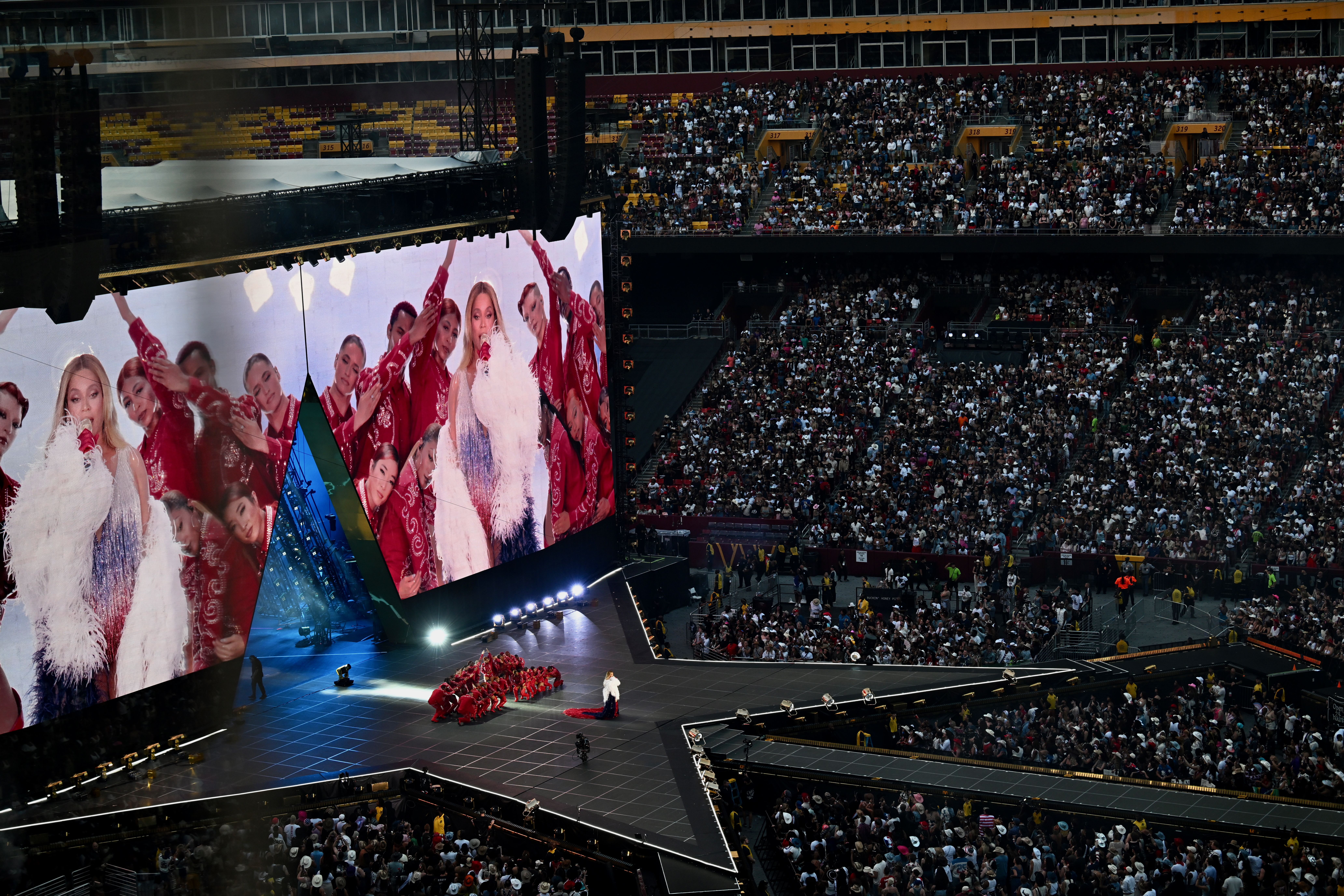
O palco principal da turnê se assemelha a uma estrela de cinco pontas

### Estágio e Iluminação
Em 27 de abril de 2025, um dia antes da noite de abertura da turnê, Beyoncé revelou uma prévia do layout do palco por meio das mídias sociais. A estrutura consiste em um palco principal com uma estrutura ampla em ambas as extremidades e um telão retangular gigante com um vazio piramidal no meio, que, juntos, dão a ilusão de óptica de uma estrela de cinco pontas. Uma plataforma triangular erguida como palco secundário é conectada por três rampas amplas: uma em linha reta no meio, equipada com tecnologia LED, enquanto as duas restantes seguem um padrão semelhante a uma linha em ziguezague.  Os braços robóticos usados durante a Renaissance World Tour são novamente empunhados junto com touros mecânico, pirotecnia e várias plataformas levitantes, incluindo um Cadillac Eldorado vermelho e um balanço em forma de ferradura.
No primeiro concerto em Houston, o carro que sobrevoava no final ao som de "16 Carriages" passou por defeitos técnicos, os quais acabou deixando Beyoncé inclinada no ar em uma altura perigosa. Posteriormente, no dia 10 de julho, em Atlanta, o Cadillac foi substituído por um cavalo mecânico dourado.

### Moda e Estilos
As roupas da turnê foram, em sua maior parte, feito sob medida por casas de moda como Dsquared2, Alexander McQueen, Oscar de la Renta, Diesel, Schiaparelli, Loewe etc. Estilizado por Shiona Turini, Ty Hunter e Karen Langley, o figurino seguiu o estilo da música country e das roupas do Oeste. Beyoncé vestiu um body xadrez verde sob medida da Burberry, combinado com leggings de camurça com franjas e cristais Swarovski e botas Loch Green também adornadas com pedras preciosas.  Um jeans com detalhes em blinged-out foi desenhado por Roberto Cavalli, enquanto um body branco, um chapéu de caubói e calças que a casa de Thierry Mugler personalizou apresentavam mais de 1.740 franjas coladas cortadas a laser. A Moschino criou um macacão vermelho e branco com estampa de camisa western para o desfile, além de um vestido de LED personalizado da Anrealage que projetava imagens digitais em si mesmo, também usado por Beyoncé. Donatella Versace revelou que gastou 1.100 horas para criar dois looks para os shows de Londres; o primeiro foi um look todo branco, inspirado no faroeste, que era “coberto de franjas brancas cortadas e costuradas à mão e um body coberto de cristais”. O segundo era um “vestido de baile acolchoado coberto” com a “estampa barocco característica da Versace”.

## Sínopse
O espetáculo foi estruturado em sete atos, nos quais Beyoncé apresenta faixas do álbum Cowboy Carter, intercaladas com músicas de diferentes fases de sua carreira, com destaque para Renaissance. Com cerca de duas horas e quarenta e cinco minutos de duração, o show tem início após o telão exibir a bandeira dos Estados Unidos se apagando e o som de cavalos galopando.

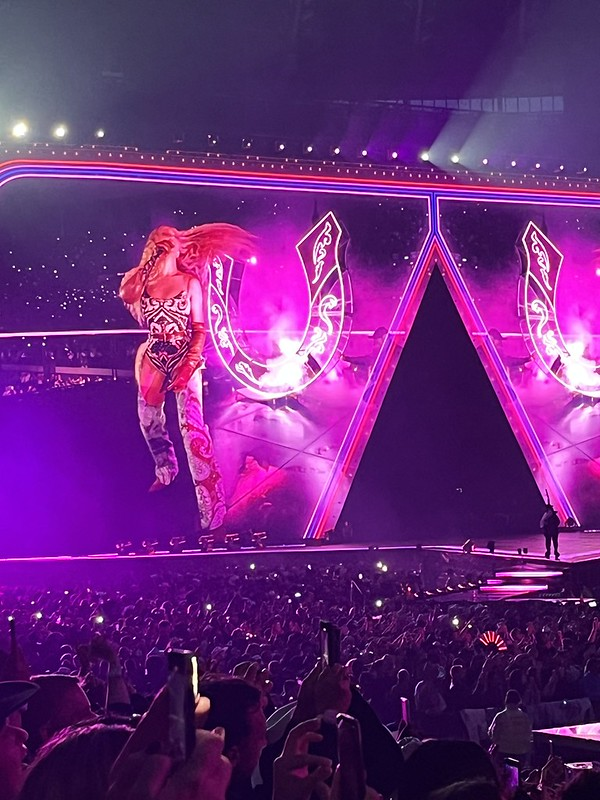
A ferradura de neon voadora onde Beyoncé apresenta várias músicas durante o quinto ato

No primeiro ato, dançarinos vestidos de vermelho, branco ou azul formam um triângulo no palco para a execução de “Ameriican Requiem”. Beyoncé surge em seguida, cercada por dançarinos de branco, e dedica “Blackbiird” aos pioneiros negros do country. A tela muda para um visual de Beyoncé vestida de branco com uma bandeira americana atrás e muda para vermelho enquanto ela canta a versão de Jimi Hendrix de “The Star-Spangled Banner” e “Freedom”, acompanhada da frase “Never ask permission for something that already belongs to you” (“Nunca peça permissão por algo que já lhe pertence”) no telão. A performance continua com “Ya Ya”, revelando a banda em uma plataforma, e uma coreografia inspirada no Beyoncé Bowl. Beyoncé também interpola trechos de “Why Don't You Love Me” e caminha em direção a um piano dourado, que entra em chamas como parte do espetáculo. Após interagir com o público, um braço robótico lhe serve uma xícara de SirDavis, ao som de “Oh Louisiana”.
O segundo ato começa com um interlúdio a voz de Ras Baraka com o discurso "I Wanna Hear a American Poem" ("Eu quero ouvir um poema americano"). Aparecem cenas que mostram Beyoncé passando pelos canais de notícias e comentaristas desfocados da Fox News  menosprezando Beyoncé com títulos que aludem à propaganda e à conformidade. “America Has a Problem” começa com  visuais semelhantes aos da Renaissance World Tour, e Beyoncé surge atrás de um pódio transparente com microfones e dançarinos. A tela pisca em vermelho com um intertítulo de Spaghetti Western quando ela começa “Spaghettii” com uma coreografia de braços e um sample de um funk brasileiro, continuando em “Formation” com chapéus de cowboy. Uma casa vermelha inflável gigante surge atrás dela e dos dançarinos para “My House”, que prontamente desmorona sobre si mesma quando a música termina. Beyoncé então dança no final da passarela para “Diva” com seus dançarinos.
Um interlúdio de vídeo mostrando uma cidade do velho oeste fugindo do Cowboy Carter, personagem interpretado por Beyoncé,  abre o terceiro ato, com Beyoncé dançando e se envolvendo em uma briga de bar, e como várias identidades em um peep show. Em seguida, ela se transforma em uma estátua dourada de um jacaré, aparecendo no palco sozinha para “Alliigator Tears” e com dançarinos masculinos para “Just For Fun”. As dançarinas aparecem em uma formação triangular ao cantar “Protector”, com participações de Blue Ivy e Rumi Carter. Após um interlúdio com vídeos caseiros de seus filhos, Beyoncé reaparece com outras vocalistas para “Flamenco”. O quarto ato começa com um interlúdio de tiroteio no faroeste e “Desert Eagle”. Com “Riiverdance”, ela atravessa o palco com seus dançarinos, e “II Hands II Heaven” começa no final da passarela, com o palco sendo emoldurado por nuvens que passam. Retornando ao palco principal, “Tyrant” começa com um touro mecânico dourado, passando para "Thique", que contém elementos de “Bills, Bills, Bills”. Mais tarde, ela é acompanhada por dançarinos vestidos de jeans para “Levii's Jeans” e é carregada em um sofá vermelho em forma de lábio. “Sweet ★ Honey ★ Buckiin'” apresenta interpolações de “Pure/Honey” e "Summer Renaissance" e um dancebreak semelhante ao seu show Beyoncé Bowl.
O interlúdio do antepenúltimo ato mostra Beyoncé como uma gigante em várias cidades – as mesmas onde a turnê se passa –, e leva a “Texas Hold 'Em” em cima de um caminhão, depois ela canta “Crazy in Love”, seguida por um medley curto de suas canções mais famosas; "Single Ladies", "Love on Top", "Irreplaceable" e "If I Were a Boy". Beyoncé cantando sua versão de “Jolene”, em que ela monta em uma ferradura gigante voadora acima da plateia. Ela entra em “Daddy Lessons” e "Bodyguard", depois voa mais uma vez na ferradura até o palco B para “Cuff It”. Retornando ao palco principal durante o “Wetter Remix”. Em seguida, o ato é finalizado por “Heated” e "Before I Let Go"
Um violinista inicia o penúltimo ato e Beyoncé reaparece com um vestido de LED para “Daughter”, apresentando uma ópera teatral, os LEDs do vestido de despejam nos LEDs do palco, formando efeitos visuais deslumbrantes. Os visuais mudam para cortinas vermelhas e viagens intergalácticas para uma releitura do primeiro ato da Renaissance World Tour, com uma versão banhada a ouro do vestido robô para “I'm That Girl”, molduras douradas para “Cozy”, um colchão dourado para “Alien Superstar”, ao fim, ocorre uma transição para a Ballroom Battle e o solo de Blue Ivy com uma coreografia da música “Déjà Vu”. O interlúdio final é uma retrospectiva de toda a vida e carreira de Beyoncé, desde a infância até os dias atuais, e “16 Carriages” começa com Beyoncé em um vestido com a bandeira americana, sentada em um carro voando sobre o público. O show termina com a aparição de dançarinos em trajes inspirados na bandeira americana para “Amen” e um busto do rosto da Estátua da Liberdade amordaçada com uma bandana.

## Performance comercial

### Venda de ingressos
As vendas de ingressos para a Cowboy Carter Tour foram administradas pela Ticketmaster, cujo site caiu devido à "alta demanda". Para as datas nos EUA, foi revelado que haveria três pré-vendas antes da venda pública, nas quais os fãs poderiam se registrar para ter a chance de comprar ingressos de duas formas: por meio da pré-venda Beyhive, que ocorreu de 11 a 12 de fevereiro de 2025, ou por meio da pré-venda do Artista, que dava acesso à compra antecipada em 13 de fevereiro. A terceira opção era limitada exclusivamente a membros do Citi Card e clientes da Verizon. Além disso, titulares de cartões Mastercard tiveram acesso a uma pré-venda especial em 12 de fevereiro para os shows de Londres e Paris.
Devido à alta demanda, oito datas adicionais foram adicionadas, incluindo um quinto e um sexto show em Londres, um quinto show em Inglewood e East Rutherford, um terceiro e um quarto show em Atlanta e um terceiro show em Paris e Chicago. Com essas datas extras, Beyoncé quebrou o recorde de maior número de shows em uma única turnê no MetLife Stadium (East Rutherford) e no Mercedes-Benz Stadium (Atlanta).
Para se prepararem para a venda geral, fãs tiraram folgas no trabalho e colaboraram coletivamente para monitorar os preços dos ingressos. Os três shows de Paris, no Stade de France, esgotaram em poucos minutos, totalizando 240.000 ingressos vendidos. No Reino Unido, estimava-se que 6,2 milhões de fãs ficariam sem ingressos. Apesar das críticas dos fãs sobre os preços altos, as vendas ultrapassaram a marca de 1 milhão até meados de março de 2025. A Live Nation informou que 94% dos ingressos haviam sido vendidos e estimou que a turnê arrecadaria mais de US$ 325 milhões.

### Bilheteria
Ao fim, a Billboard revelou que a turnê bateu mais de 40 recordes de bilheteria e se tornou a mais rápida a atingir US$ 400 milhões em receitas. No total, Beyoncé alcançou a maior média de público (49.900) e arrecadação por show (US$ 12,7 milhões) da carreira. Ela também se tornou a primeira artista mulher e americana a realizar duas turnês com mais de US$ 400 milhões em bilheteria. Apesar das fortes críticas direcionadas a Beyoncé por supostamente não se enquadrar no gênero country e das alegações infundadas sobre uma baixa demanda por ingressos, a Cowboy Carter Tour consolidou-se como a turnê country de maior bilheteria da história e a sexta maior turnê feminina da história.

### Recordes locais
| † | Indica um recorde antigo, já ultrapassado. |

| Dates (2025)            | Venue                     | Region         | Description                                                                               |
| ----------------------- | ------------------------- | -------------- | ----------------------------------------------------------------------------------------- |
| 28 de Abril - 9 de Maio | SoFi Stadium              | Estados Unidos | Maior número de apresentações na carreira (8 shows)                                       |
| 28 de Abril - 9 de Maio | SoFi Stadium              | Estados Unidos | Maior bilheteria feminina da história (US$ 55,7 milhões)                                  |
| 28 de Abril - 9 de Maio | SoFi Stadium              | Estados Unidos | Maior bilheteria de carreira acumulada no local (US$ 101,2 milhões)                       |
| 15-19 de Maio           | Soldier Field             | Estados Unidos | Maior bilheteria (US$ 42.5 milhões)                                                       |
| 15-19 de Maio           | Soldier Field             | Estados Unidos | Maior número de espectadores (143.256)                                                    |
| 22-29 de Maio           | MetLife Stadium           | Estados Unidos | Primeiro artista a realizar cinco shows em uma única turnê                                |
| 22-29 de Maio           | MetLife Stadium           | Estados Unidos | Maior número de apresentações na carreira (12 shows)                                      |
| 22-29 de Maio           | MetLife Stadium           | Estados Unidos | Maior bilheteria feminina da história (US$ 70,2 milhões)                                  |
| 22-29 de Maio           | MetLife Stadium           | Estados Unidos | Maior bilheteria de carreira acumulada no local (US$ 122,1 milhões)                       |
| 22-29 de Maio           | MetLife Stadium           | Estados Unidos | Maior número de espectadores (250.085)                                                    |
| 22-29 de Maio           | MetLife Stadium           | Estados Unidos | Maior número de espectadores de carreira obtidos no local (mais de 594 mil unidades)      |
| 5-16 de Junho           | Tottenham Hotspur Stadium | Inglaterra     | Primeiro artista a realizar seis shows em uma única turnê                                 |
| 5-16 de Junho           | Tottenham Hotspur Stadium | Inglaterra     | Maior número de apresentações na carreira (11 shows)                                      |
| 5-16 de Junho           | Tottenham Hotspur Stadium | Inglaterra     | Maior bilheteria (US$ 61,5 milhões)                                                       |
| 5-16 de Junho           | Tottenham Hotspur Stadium | Inglaterra     | Maior bilheteria de carreira acumulada no local (US$ 100,6 milhões)                       |
| 5-16 de Junho           | Tottenham Hotspur Stadium | Inglaterra     | Maior número de espectadores (275.399)                                                    |
| 5-16 de Junho           | Tottenham Hotspur Stadium | Inglaterra     | Maior número de espectadores de carreira obtidos no local (mais de 516 mil unidades)      |
| 19-22 de Junho          | Stade de France           | França         | Primeiro artista solo a realizar três shows em uma única turnê                            |
| 19-22 de Junho          | Stade de France           | França         | Maior número de apresentações na carreira (9 shows)                                       |
| 19-22 de Junho          | Stade de France           | França         | Maior bilheteria (US$ 39,7 milhões)                                                       |
| 19-22 de Junho          | Stade de France           | França         | Maior bilheteria média por show (US$ 13,2 milhões)                                        |
| 19-22 de Junho          | Stade de France           | França         | Maior bilheteria de carreira acumulada no local (US$ 67,6 milhões)                        |
| 19-22 de Junho          | Stade de France           | França         | Maior número de espectadores por um artista solo (215.025)                                |
| 19-22 de Junho          | Stade de France           | França         | Maior número de espectadores de carreira solo obtidos no local (mais de 617 mil unidades) |
| 28-29 de Junho          | NRG Stadium               | Estados Unidos | Maior número de apresentações na carreira (6 shows)                                       |
| 28-29 de Junho          | NRG Stadium               | Estados Unidos | Maior bilheteria média por show (US$ 17,7 milhões)                                        |
| 28-29 de Junho          | NRG Stadium               | Estados Unidos | Maior bilheteria de carreira acumulada no local (US$ 84,4 milhões)                        |
| 28-29 de Junho          | NRG Stadium               | Estados Unidos | Maior número de espectadores de carreira obtidos no local (mais de 417.000 unidades)      |
| 4-7 de Julho            | Northwest Stadium         | Estados Unidos | Maior número de apresentações na carreira (9 shows)                                       |
| 4-7 de Julho            | Northwest Stadium         | Estados Unidos | Maior bilheteria de carreira acumulada no local (US$ 62,5 milhões)                        |
| 4-7 de Julho            | Northwest Stadium         | Estados Unidos | Maior número de espectadores de carreira solo obtidos no local (mais de 274 mil unidades) |
| 10-14 de Julho          | Mercedes-Benz Stadium     | Estados Unidos | Primeiro artista a fazer quatro shows em uma única turnê                                  |
| 10-14 de Julho          | Mercedes-Benz Stadium     | Estados Unidos | Maior número de apresentações na carreira (9 shows)                                       |
| 10-14 de Julho          | Mercedes-Benz Stadium     | Estados Unidos | Maior número de espectadores de carreira obtidos no local (mais de 467 mil unidades)      |
| 25-26 de Julho          | Allegiant Stadium         | Estados Unidos | Maior número de apresentações de carreira solo (4 shows)                                  |
| 25-26 de Julho          | Allegiant Stadium         | Estados Unidos | Maior bilheteria de carreira acumulada no local (US$ 45,2 milhões)                        |
| 25-26 de Julho          | Allegiant Stadium         | Estados Unidos | Maior número de espectadores de carreira solo obtidos no local (mais de 179 mil unidades) |

## Set List
Este setlist corresponde ao segundo show em Inglewood, no dia 1 de maio.
ACT I: Requiem
1. "Ameriican Requiem"
2. "Blackbiird" / "The Star-Spangled Banner"
3. "Freedom"
4. "Ya Ya " / "Why Don't You Love Me?"
5. "Oh Louisiana"

ACT II: Revolution
Propaganda (Interlude em vídeo. Contém elementos de "YMTHLYfYMbIKWHRLYfIYBNLSPH", de Death Grips)
1. "America Has a Problem"
2. "Sphagettii" (Contém elementos de "Flawless", "Run The World (Girls)" e "Essa Tá Quente", de DJ. Mimo Prod)
3. "Formation"
4. "My House" (Contém elementos de "Your Face", de Wisp e "Bow Down")
5. "Diva" (Contém elementos de "Crank That" de Soulja Boy e "TGIF" de GloRilla)

ACT III: Refuge
Trailer (Interlude em vídeo. Contém elementos de "Genesis", de Justice, "don't rely on other men", de JPEGMAFIA e "I Been On")
1. "Alliigator Tears"
2. "Just For Fun"
3. "Protector"

"The First Time Ever I Saw Your Face" (Interlude em vídeo; de Roberta Flack, na versão de George Michael)
1. "Flamenco"

ACT IV: Marfa
Peep Show - Neon (Interlude em vídeo. Contém elementos de "Lightining's Girl", de Nancy Sinatra e "Deep River" de Marian Anderson)
1. "Desert Eagle"
2. "Riiverdance"
3. "II Hands II Heaven"
4. "Tyrant" (Contém elementos de "Haunted")
5. "Thique" (Contém elementos de "Bills, Bills, Bills")
6. "Levii's Jeans"
7. "Sweet ★ Honey ★ Buckiin'" / "Pure/Honey" / "Summer Renaissance"

ACT V: Tease
Outlaw (Interlude em vídeo. Contém elementos de "The Largest", de BigXthaPlug's, "Walk Tall", de Esther Marrow e "7/11")
1. "Texas Hold 'Em" (Contém elementos de "Pony Up" Remix e "Church Girl")
2. "Crazy in Love" (Contém elementos de "I'm a Hustla", de Cassidy e "Freakum Dress")
3. "Single Ladies (Put a Ring on It)" / "Love on Top" / "Irreplaceable" / "If I Were a Boy"
4. "Jolene"
5. "Daddy Lessons "
6. "Bodyguard"
7. "II Most Wanted" (Contém elementos de "Blow")
8. "Cuff It" (Contém elementos de "Wetter" remix, "Dance For You" e "Smoke Hour II")
9. "Heated" (Contém elementos de "Boots on the Ground", de 803Fresh)
10. "Before I Let Go"

ACT VI: Renaissance
Holy Daughter (Interlude em video e instrumental. Contém elementos de "Ghost" e "I Care")
1. "Daughter"

Opera (Interlude em vídeo. Contém elementos de "Energy")
1. "I'm That Girl" (Contém elementos de "Apeshit")
2. "Cozy"
3. "Alien Superstar"

Ballroom Battle (Interlude com dançarinos e Blue Ivy Carter, contém elementos de "Déjà Vu")
ACT VII: Reclamation
Legacy (Interlude em video. Contém elementos de "I Wanna Be Where You Are", cover de Beyoncé)
1. "16 Carriages" (Contém elementos de "Ego" e "Halo")
2. "Amen"

### Alterações
- A partir do show de 1º de maio, em Inglewood:[b][55]
  - "Tyrant", "Thique", e "Levii's Jeans" foram performadas após "II Hands II Heaven", durante o quarto ato.
  - "Texas Hold 'Em" e "Crazy in Love" foram movidas ao quinto ato.
  - “Single Ladies (Put a Ring on It)”, “Love on Top”, “Irreplaceable” e “If I Were a Boy” foram apresentadas depois de “Crazy in Love”, no quinto ato.
- A partir do show de 24 de maio em East Rutherford[c], uma pequena parte de “That's Why You're Beautiful” é cantada depois de “16 Carriages”.
- Nos concertos de 5, 7, 10 e 12 de junho em Londres, "Energy" substituiu a Ballroom Battle.[56]

- Nos concertos de 7, 10 e 12 de junho em Londres, "Break My Soul" foi performada, após "Energy".[57]
- Durante o show de 19 de junho em Saint-Denis[d], "II Most Wanted" foi performada com Miley Cyrus.[58]
- Jay-Z participou dos shows de 22 de junho em Saint-Denis[d], 13 e 14 de julho em Atlanta e 26 de julho em Paradise[e].
  - Em Saint-Denis e Paradise[e], cantou sua parte em "Crazy in Love" e "Niggas in Paris"[59][60].
  - Em Atlanta, dia 13, seu verso em "Crazy in Love" e "Public Service Announcement"[61].
  - Em Atlanta, dia 14, "Crazy in Love" e "I Just Wanna Love U (Give It 2 Me)"[62].
  - Após Jay-Z, em todas essas datas, Beyoncé seguiu a performance com "Drunk in Love" / "Partition[63]".

- Em todos os concertos realizados no continente europeu e em Paradise[e], "Before I Let Go" não foi performada.
- Nos concertos de 29 de junho em Houston e todos em Landover[f], "16 Carriages" não foi performada.[64][65]
- No último show da turnê, 26 de julho em Paradise[e], o espetáculo teve vários convidados especiais. Além de Jay-Z, Shaboozey subiu ao palco e cantou seu trecho em "Sweet ★ Honey ★ Buckiin'"[66] e, após "Alien Superstar", as Destiny's Child se reuniram para performar "Lose My Breath" / "Energy" e "Bootylicious"[67].

## Datas
| Data (2025)                | Cidade                     | País                       | Local                      | Público                    | Receita                    |
| Etapa 1 — América do Norte | Etapa 1 — América do Norte | Etapa 1 — América do Norte | Etapa 1 — América do Norte | Etapa 1 — América do Norte | Etapa 1 — América do Norte |
| -------------------------- | -------------------------- | -------------------------- | -------------------------- | -------------------------- | -------------------------- |
| 28 de abril                | Inglewood                  | Estados Unidos             | SoFi Stadium               | 217.143 / 217.143          | $55.706.053                |
| 1 de maio                  | Inglewood                  | Estados Unidos             | SoFi Stadium               | 217.143 / 217.143          | $55.706.053                |
| 4 de maio                  | Inglewood                  | Estados Unidos             | SoFi Stadium               | 217.143 / 217.143          | $55.706.053                |
| 7 de maio                  | Inglewood                  | Estados Unidos             | SoFi Stadium               | 217.143 / 217.143          | $55.706.053                |
| 9 de maio                  | Inglewood                  | Estados Unidos             | SoFi Stadium               | 217.143 / 217.143          | $55.706.053                |
| 15 de maio                 | Chicago                    | Estados Unidos             | Soldier Field              | 143.256 / 143.256          | $42.526.825                |
| 17 de maio                 | Chicago                    | Estados Unidos             | Soldier Field              | 143.256 / 143.256          | $42.526.825                |
| 18 de maio                 | Chicago                    | Estados Unidos             | Soldier Field              | 143.256 / 143.256          | $42.526.825                |
| 22 de maio                 | East Rutherford            | Estados Unidos             | Metlife Stadium            | 250.085 / 250.085          | $70.284.615                |
| 24 de maio                 | East Rutherford            | Estados Unidos             | Metlife Stadium            | 250.085 / 250.085          | $70.284.615                |
| 25 de maio                 | East Rutherford            | Estados Unidos             | Metlife Stadium            | 250.085 / 250.085          | $70.284.615                |
| 28 de maio                 | East Rutherford            | Estados Unidos             | Metlife Stadium            | 250.085 / 250.085          | $70.284.615                |
| 29 de maio                 | East Rutherford            | Estados Unidos             | Metlife Stadium            | 250.085 / 250.085          | $70.284.615                |
| Etapa 2 - Europa           |                            |                            |                            |                            |                            |
| 5 de junho                 | Londres                    | Inglaterra                 | Tottenham Hotspur Stadium  | 275.399 / 275.399          | $61.285.415                |
| 7 de junho                 | Londres                    | Inglaterra                 | Tottenham Hotspur Stadium  | 275.399 / 275.399          | $61.285.415                |
| 10 de junho                | Londres                    | Inglaterra                 | Tottenham Hotspur Stadium  | 275.399 / 275.399          | $61.285.415                |
| 12 de junho                | Londres                    | Inglaterra                 | Tottenham Hotspur Stadium  | 275.399 / 275.399          | $61.285.415                |
| 14 de junho                | Londres                    | Inglaterra                 | Tottenham Hotspur Stadium  | 275.399 / 275.399          | $61.285.415                |
| 16 de junho                | Londres                    | Inglaterra                 | Tottenham Hotspur Stadium  | 275.399 / 275.399          | $61.285.415                |
| 19 de junho                | Saint-Denis                | França                     | Stade de France            | 215.025 / 215.025          | $39.715.177                |
| 21 de junho                | Saint-Denis                | França                     | Stade de France            | 215.025 / 215.025          | $39.715.177                |
| 22 de junho                | Saint-Denis                | França                     | Stade de France            | 215.025 / 215.025          | $39.715.177                |
| Etapa 3 - América do Norte |                            |                            |                            |                            |                            |
| 28 de junho                | Houston                    | Estados Unidos             | NRG Stadium                | 103.353 / 103.353          | $35.492.477                |
| 29 de junho                | Houston                    | Estados Unidos             | NRG Stadium                | 103.353 / 103.353          | $35.492.477                |
| 4 de julho                 | Landover                   | Estados Unidos             | Northwest Stadium          | 93.728 / 93.728            | $27.426.395                |
| 7 de julho                 | Landover                   | Estados Unidos             | Northwest Stadium          | 93.728 / 93.728            | $27.426.395                |
| 10 de julho                | Atlanta                    | Estados Unidos             | Mercedes-Benz Stadium      | 205.909 / 205.909          | $55.424.228                |
| 11 de julho                | Atlanta                    | Estados Unidos             | Mercedes-Benz Stadium      | 205.909 / 205.909          | $55.424.228                |
| 13 de julho                | Atlanta                    | Estados Unidos             | Mercedes-Benz Stadium      | 205.909 / 205.909          | $55.424.228                |
| 14 de julho                | Atlanta                    | Estados Unidos             | Mercedes-Benz Stadium      | 205.909 / 205.909          | $55.424.228                |
| 25 de julho                | Paradise                   | Estados Unidos             | Allegiant Stadium          | 92.269 / 92.269            | $19.443.320                |
| 26 de julho                | Paradise                   | Estados Unidos             | Allegiant Stadium          | 92.269 / 92.269            | $19.443.320                |
| Total                      | Total                      | Total                      | Total                      | 1.596.165 (100%)           | US$ 407.600.112            |